# Адренолитические средства
Адренолитики или антиадренергические средства (adrenolytica; адрено- + греч. lytikos способный растворять, ослаблять) — вещества, понижающие тонус симпатического отдела вегетативной нервной системы.

## Виды
Учитывая механизм действия («точку взаимодействия»), их подразделяют на адреноблокаторы (неселективные и селективные — в зависимости от избирательности действия на адренорецепторы) и симпатолитики.
Адреноблокаторы экранируют адренорецепторы и препятствуют взаимодействию с ними норадреналина, соответственно вызывая эффекты противоположные тем, которые развиваются вследствие воздействия адреномиметических средств. Блокада постсинаптических альфа1-, альфа2-рецепторов кровеносных сосудов способствует их расширению, бета1-рецепторов сердца — ослаблению и урежению ЧСС, снижению автоматизма и замедлению AV проводимости, бета2-рецепторов — сужению мелких сосудов и повышению тонуса бронхов.
Действие симпатолитиков не связано с непосредственной блокадой адренорецепторов, а обусловлено истощением запасов медиатора (норадреналина, дофамина) и нарушением передачи в адренергических синапсах.

## Применение
Применение антиадренергических средств приводит к снижению тонуса симпатической системы (с развитием гипотензивного эффекта) и относительному преобладанию парасимпатической импульсации, вызывающей гиперсекрецию, бронхоспазм и другие побочные эффекты.
Альфа-адреноблокаторы в основном назначают при гипертензивных состояниях и заболеваниях, связанных с сужением периферических сосудов; бета-адренолитики используют как антиаритмические, антиангинальные и гипотензивные средства